# 歌川貞広
歌川 貞広（うたがわ さだひろ、生没年不詳）とは、江戸時代の大坂の浮世絵師。

## 来歴
初代歌川国貞の門人。歌川の画姓のほか南々川、三谷と称し、五蝶亭、五輝亭、五楽亭、五粽亭と号す。大坂の人で畳屋町三津寺筋に住む。文政11年（1828年）建立の豊国先生瘞筆之碑に「国貞社中」として「貞広」の名があるが、作は文政13年（1830年）から嘉永5年（1852年）にかけてのものが確認されている。役者絵や風俗画、読本、絵入根本の挿絵を手掛けた。

## 作品

### 版本挿絵
- 『街能噂』（ちまたのうわさ）四巻4冊　※滑稽本、平亭銀鶏作。天保6年（1835年）刊行
- 『浪花夢』三巻5冊　※人情本、平亭銀鶏作。天保6年刊行。歌川貞芳も挿絵を描く。
- 『傾城佐野の船橋』7冊　※絵入根本、天保9年（1838年）刊行
- 『傾城遊山桜』　※根本、天保10年（1839年）刊行
- 『契情会稽山』（けいせいゆきみるやま）7冊　※天保13年（1842年）刊行
- 『大阪名所廻』2冊　※地誌、弘化2年（1845年）刊行
- 『十二図狂歌十二図』1帖　※艶本、嘉永初年刊行

### 錦絵
- 「だて与作・尾上多見蔵　たんば与作・大谷友治　ひぬかの八蔵・大谷万作　戻り馬の八蔵・尾上芙雀」　大判　池田文庫所蔵　※文政13年4月、大坂筑後芝居『染分総』より
- 「しおり・岩井紫若　げら松さじま・嵐璃寛」　大判3枚続の内　池田文庫所蔵　※天保6年正月、大坂中の芝居『けいせい英草紙』より。丸丈斎国広との合作
- 「猪ノ早太・嵐吉三郎　倉岡けんもつ・中山文五良」　大判　池田文庫所蔵　※天保7年8月、中の芝居『頼政鵺物語』より
- 「笹原隼人・嵐璃寛」　大判　池田文庫所蔵　※天保8年正月、大坂角の芝居『けいせい小倉■』より[1]
- 「島之内ねり物　若菜摘　中森軒二代目とら」　大判　ボストン美術館所蔵　※天保7年頃
- 「島之内ねり物　はした女　森田屋まつ梅」　同上
- 「浪花風景の内　梅屋敷・大川天神橋天満橋・安治川口」　横大判3枚　※天保末